# Marco Caninio Rébilo
Marco Caninio Rébilo (en latín, Marcus Caninius Rebilus) fue un político romano del siglo II a. C. que actuó como embajador en dos ocasiones: la primera en 170 a. C. cuando fue enviado junto con Marco Fulvio Flaco con el fin de investigar las razones de la falta de éxito de las armas romanas en la guerra contra Perseo de Macedonia; la segunda en 167 a. C. cuando fue una de las tres personas encargadas por el Senado de devolver los rehenes tracios a Cotis IV. Posiblemente fue hermano de Cayo Caninio Rébilo.